# Julius Bartels

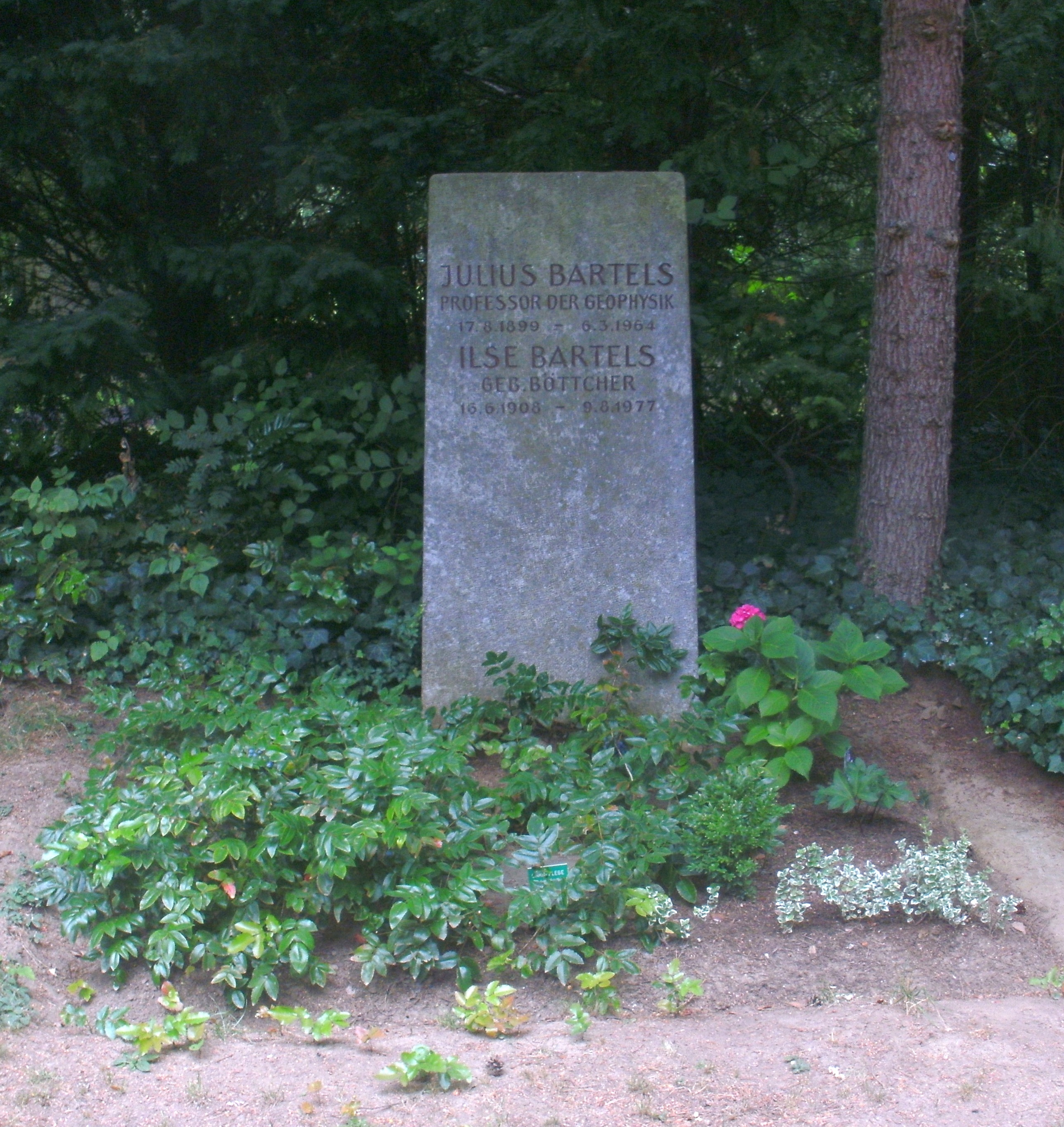
Grab von Julius Bartels auf dem Stadtfriedhof Göttingen

August Julius Bartels (* 17. August 1899 in Magdeburg; † 6. März 1964 in Göttingen) war ein deutscher Geophysiker. Er widmete sich vor allem der „Entwicklung, Verwendung und Vervollkommnung statistischer Methoden bei der Analyse meteorologischer und erdmagnetischer Beobachtungsreihen“. Er befasste sich auch mit den Wechselwirkungen Sonne-Erde.
Sein gemeinsam mit dem britischen Geophysiker Sydney Chapman verfasstes Werk „Geomagnetism“, erschienen 1940, war für einige Jahrzehnte das Standardwerk zum Erdmagnetismus.

## Leben
1917 begann er sein Studium in Göttingen, welches er 1923 mit einer Dissertation (Neue Methoden zur Berechnung und Darstellung der täglichen Luftdruckschwankung bei starken unperiodischen Störungen) bei Wilhelm Meinardus abschloss. Zu seinen Lehrern gehörten neben Emil Wiechert u. a. Max Born, Richard Courant, James Franck und David Hilbert. Er selbst war später Lehrer des bekannten Geophysikers und Hydrodynamikers Hans Ertel.
Nach der Promotion 1923 wurde Bartels wissenschaftlicher Mitarbeiter am Geomagnetischen Observatorium Potsdam bei Adolf Schmidt.
Er habilitierte sich 1927 an der Friedrich-Wilhelms-Universität in Berlin, lehrte danach als Professor für Meteorologie und Physik an der Forstlichen Hochschule in Eberswalde, ab 1936 als ordentlicher Professor für Geophysik an der Berliner Universität und seit 1946 als Professor für Geophysik an der Universität in Göttingen. Er war zugleich Direktor des Instituts für Geophysik der Georg-August-Universität Göttingen.
Von 1936 bis 1945 war Bartels Direktor des Geophysikalischen Instituts in Potsdam, dem.das Adolf-Schmidt-Observatorium für Erdmagnetismus in Niemegk unterstand.  Von 1931 bis 1940 war er auch als Research Associate am Department of Terrestrial Magnetism der Carnegie-Institution of Washington tätig.
Von 1955 bis 1964 war er Direktor des Instituts für Physik der Stratosphäre des Max-Planck-Instituts für Aeronomie in Katlenburg-Lindau.
Das Internationale Geophysikalische Jahr 1957/58 gestaltete Bartels als Initiator und Planer mit.
Julius Bartels identifizierte die Sonne als Quelle regelmäßig wiederkehrender geomagnetischer Störungen. Er entwickelte 1949 als Maß für die geomagnetische Aktivität den Kp-Index, der mit einem standardisierten Verfahren aus den Daten von 13 weltweiten Observatorien bestimmt wird und auch heute noch weite Anwendung findet. Der Kp-Index ist von der IUGG/IAGA (International Association of Geomagnetism and Aeronomy) als wichtige Maßgröße anerkannt und wird seit 1997 am erdmagnetischen Observatorium Niemegk bestimmt.
Der Physiker Alfred Ehmert bemerkte zur wissenschaftlichen Leistung Bartels‘:

„Die von ihm entwickelten und verbesserten Methoden der Statistik enthalten zahlreiche Prinzipien der heutigen Informationstheorie und führten nicht nur zu einmaligen Erfolgen bei der Anwendung durch ihn selber und seine zahlreichen Schüler und Mitarbeiter, sondern bestimmten weitgehend die Arbeitsmethoden bei der Erforschung der Gezeiten, der erdmagnetischen Variationen und aller solar-terrestrischen Zusammenhänge.“

Den Tod von Julius Bartels kommentierte Ehmert mit den Worten:

„Damit verlor die Weltraumforschung eine ihrer profiliertesten Persönlichkeiten.“

Julius Bartels‘ Persönlichkeit beschrieb Ehmert so:

„Voll zu seiner bedeutenden Wirkung hat aber auch sein gütiger, gegen jedermann aufgeschlossener persönlicher Charakter beigetragen. Seine persönliche Bescheidenheit und Geradheit entschärfte jede sachliche Differenz bei Diskussionen und führte oft Einigungen herbei, die man kaum zu erhoffen wagte.“

## Mitgliedschaften
Julius Bartels war Mitglied zahlreicher nationaler und internationaler wissenschaftlicher Gesellschaften und von fünf Akademien, unter anderem:
- Im Jahr 1941 wurde er zum Mitglied der Deutschen Akademie der Naturforscher Leopoldina gewählt.
- 1947 wurde er zum ordentlichen Mitglied der Göttinger Akademie der Wissenschaften gewählt.[5] 1956 und 1958 war er Präsdent der Akademie.
- Internationale Union für Geodäsie und Geophysik (IUGG)
- Internationales Komitee für Weltraumforschung (COSPAR) (Vizepräsident)
- Deutsche Kommission für Weltraumforschung (Stellv. Vors.)

## Ehrungen
- 1953 Charles-Chree-Medaille der British Physical Society
- Er wurde 1955 mit der aus diesem Anlass erstmals verliehenen Emil-Wiechert-Medaille geehrt.
- 1964 William Bowie Medal der Amarican Geophysical Union
- Ihm zu Ehren wird die Julius-Bartels-Medaille von der Abteilung für solar-terrestrische Beziehungen der European Geosciences Union verliehen.[6]
- Nach ihm benannt ist die Bartels'sche Rotationszahl der Sonne sowie der Mondkrater Bartels.

## Publikationen
- Geophysik. C. Winter, Heidelberg 1944.
- Hrsg. mit Gustav Angenheister: Geophysik, Fischer Bücherei, 1960, 1969.
- Mitarbeit an Beno Gutenberg (Hrsg.): Lehrbuch der Geophysik. Gebrüder Borntraeger, Berlin 1929.
- mit Sydney Chapman Geomagnetism. Clarendon Press, Oxford 1940.